# Заєнчники
Заєнчники (пол. Zajęczniki) — село в Польщі, у гміні Дорогичин Сім'ятицького повіту Підляського воєводства. Населення — 273 особи (2011).

## Історія
Вперше згадується 1567 року.
У 1975—1998 роках село належало до Білостоцького воєводства.

## Демографія
Демографічна структура станом на 31 березня 2011 року:
|          | Загалом | Допрацездатний вік | Працездатний вік | Постпрацездатний вік |
| -------- | ------- | ------------------ | ---------------- | -------------------- |
| Чоловіки | 136     | 25                 | 94               | 17                   |
| Жінки    | 137     | 36                 | 60               | 41                   |
| Разом    | 273     | 61                 | 154              | 58                   |